# Carlos Schmitt
Dom Frei Carlos Stanislau Schmitt, OFM (Gaspar, 27 de janeiro de 1919 — Blumenau, 16 de janeiro de 2006) foi um bispo católico brasileiro, das Dioceses de Dourados e Lages.

## Dados Pessoais
• Nascimento: ” 27.01.1919, em Gaspar-SC (86 anos de idade).
• Nome de batismo: Stanislau.
• Filiação: Nicolau Miguel Schmitt e Cecília Hostin Schmitt. O casal teve 9 filhos (3 homens e 6 mulheres), dos quais, D. Carlos era o sétimo.
• Cursou os quatro anos do Ensino Básico na Escola Paroquial de Gaspar
• 23.01.1931, aos 12 anos de idade, ingressou no Seminário São Luís de Tolosa, em Rio Negro-PR.
• Em maio de 1934, foi transferido para o Colégio São Luís de Tolosa, em Vlodrop, Holanda, pertencente à Província da Santa Cruz da Saxônia, Alemanha, onde continuou os estudos do Ensino Médio.
• Em maio de 1938, retornou ao Brasil e, em 11.07.1938 recebeu o hábito na admissão ao Noviciado Franciscano, em Rodeio-SC (67 anos de vida franciscana).
• Em 14.07.1939, ao término do noviciado, fez a primeira profissão religiosa dos votos temporários.
• Ainda em 1939, iniciou o primeiro ano do Curso de Filosofia em Rodeio, e em 1940, o segundo ano, em Curitiba-PR.
• 1941-1944 – Estudos de Teologia, em Petrópolis-RJ.
• Em 14.07.1942, a profissão solene dos votos perpétuos na Ordem Franciscana.
• Em 29.11.1942, ordenado diácono, por D. José Pereira Alves, em Petrópolis-RJ
• Em 28.11.1943, ordenado presbítero, por D. José Pereira Alves, em Petrópolis-RJ. (62 anos de ministério sacerdotal)
• 1944, o quarto ano do curso de Teologia, em Petrópolis.
ATIVIDADES NA EVANGELIZAÇÃO E MINISTÉRIO EPISCOPAL
• 1945 – Curso e treinamento para a pregação de Missões Populares, em Petrópolis.
• Nestes dois últimos anos, exerceu o ministério na Capela de Pau Grande, na Baixada Fluminense.
• 1946-1947 – Seminário São João Batista, em Luzerna-SC, prefeito de estudos.
• 1948-1950 – Seminário N. Sra. de Fátima, em Rodeio, prefeito de estudos.
• 1951-1954 – Seminário Frei Galvão, em Guaratinguetá-SP, professor.
• 1955 – Convento e Paróquia Santo Antônio, em Florianópolis – preparação para as missões populares.
• 1956-agosto 1960 – Guardião e pároco, em Xaxim-SC.
• Em 29.08.1960, eleito bispo de Dourados, pelo Papa João XXIII. (45 anos de ministério episcopal)
• Em 28.10.1960, ordenado bispo, em Roma, pelo Papa João XIII.
• 08.01.1961, início do ministério episcopal, em Dourados (9 anos na diocese).
• Em 21.02.1970, renúncia do ministério na Diocese de Dourados.
• De 04.05.1970 a 31 de outubro de 1975, Bispo-auxiliar de Lages.
• 1975-2006 – Capelão dos Hospitais Santo Antônio e Santa Isabel, em Blumenau-SC.